# Fanny Hill: Memoirs of a Woman of Pleasure
Fanny Hill: Memoirs of Woman of Pleasure (popularment coneguda com Fanny Hill) és una novel·la eròtica de John Cleland publicada a Anglaterra el 1748. Escrita mentre l'autor es trobava a la presó per a deutors a Londres, és considerada com "la primera prosa pornogràfica anglesa, i la primera pornografia que utilitza la forma de novel·la". És un dels llibres més perseguits i censurats de la història, i ha esdevingut sinònim d'obscenitat.

## Argument
Les aventures de Fanny Hill, narrada per ella mateixa, en forma de cartes: és una noia de la província anglesa, que arriba a Londres, es redueix a canviar els seus encants per escapar de la pobresa. Pel camí, coneix molts clients, i l'autora descriu amb més o menys detall les seves acrobàcies sexuals, així com els seus turments. La novel·la consta de dues cartes llargues (que apareixen com a volums I i II de l'edició original) escrites per Frances 'Fanny' Hill, una rica anglesa de mitjana edat, que porta una vida de satisfacció amb el seu amorós marit Charles i els seus fills, a un conegut anònim identificat només com a 'Madam'. Fanny ha estat prevalguda per la "senyora" per relatar les "etapes escandaloses" de la seva vida anterior, que ella procedeix a fer amb la "veritat nua" com el seu principi de govern. La primera carta comença amb un breu relat de la infància empobrida de Fanny a un poble de Lancashire. Als 14 anys, perd els pares per la verola, arriba a Londres per buscar feina domèstica i se sent atreta a un bordell. Ella veu una trobada sexual entre una parella gran lletja i una altra entre una parella jove i atractiva, i participa en una trobada lèsbica amb Phoebe, una prostituta bisexual.
Un client, Charles, indueix Fanny a escapar. Ella perd la seva virginitat amb Charles i es converteix en la seva amant. Charles és enviat per l'engany als Mars del Sud, i Fanny és impulsat per la desesperació i la pobresa per convertir-se en la dona mantinguda d'un ric comerciant anomenat Mr H . Després de gaudir d'un breu període d'estabilitat, veu al Mr. H— tenir una trobada sexual amb la seva criada, i passa a seduir Will (el jove lacai del Mr. H—) com un acte de venjança. És descoberta pel Sr. H, ja que està tenint una trobada sexual amb Will. Després de ser abandonat pel Sr. H-Fanny es converteix en una prostituta per a clients adinerats en una casa de plaer dirigida per la Sra. Cole. Això marca el final de la primera carta. La segona carta comença amb una remugació en el tedi d'escriure sobre el sexe i la dificultat de conduir un curs intermedi entre el llenguatge vulgar i “metàfores i circumlocucions afectades”. Fanny descriu llavors les seves aventures a la casa de la Sra. Cole, que inclouen una orgia pública, una venda falsa elaboradament orquestrada de la seva "virginitat" a un ric duc anomenat Sr. Norbert, i una sessió sadomasoquista amb un home que involucra flagel·lació mútua amb bastons de bedoll. Aquests són intercalats amb narratives que no involucren Fanny directament; per exemple, tres noies més de la casa (Emily, Louisa i Harriett) descriuen les seves pròpies pèrdues de virginitat, i la nimfòmana Louisa sedueix l'immensament dotat però imbècil "Dick de bon caràcter".
Fanny també descriu les relacions sexuals anals entre dos nois grans (eliminades de diverses edicions posteriors). Eventualment Fanny es retira de la prostitució i es converteix en l'amant d'un home ric i mundà de 60 anys (descrit per Fanny com un “plaerista racional”). Aquesta fase de la vida de Fanny comporta el seu desenvolupament intel·lectual, i la deixa rica quan el seu amant mor d'un refredat sobtat. Poc després, té una trobada casual amb Charles, que ha tornat pobre a Anglaterra després de naufragar. Fanny ofereix la seva fortuna a Charles incondicionalment, però ell insisteix a casar-se amb ella. Els personatges desenvolupats de la novel·la inclouen a Charles, la Senyora Jones (la casolana de Fanny), la Sra. Cole, Will, el Sr. H i el Sr. Norbert. La prosa inclou frases llargues amb moltes clàusules subordinades. La seva moralitat és convencional per a l'època, ja que denuncia la sodomia, arrufa les celles sobre el vici i aprova només les unions heterosexuals basades en l'amor mutu.
Aquesta novel·la s'ha adaptat múltiples vegades al cinema, com a "Paprika", de Tinto Brass el 1991, i "Fanny Hill", de Russ Meyer el 1964.